# اورینبوی رحمانوف
اورینبوی رحمانوف (روسی: Уринбой Рахмонбердиевич Рахмонов؛ ۴ مارس ۱۹۱۰ – ۵ اکتبر ۱۹۸۰) بازیگر و شخصیت تئاتر قرقیزستان شوروی، بنیانگذار تئاتر بوبور در شهر اوش، نویسنده و شاعر اهل کشور شوروی ، قرقیزستان و ازبکستان بود.